# あん摩マツサージ指圧師、はり師及びきゆう師に係る学校養成施設認定規則
あん摩マツサージ指圧師、はり師及びきゆう師に係る学校養成施設認定規則（あんまマツサージしあつし、はりしおよびきゆうしにかかるがっこうようせいしせつにんていきそく、昭和26年9月13日文部省・厚生省令第2号）は、1951年（昭和26年）9月13日に、日本国のあん摩マツサージ指圧師、はり師、きゆう師等に関する法律に基づき文部省・厚生省令第2号として公布された省令である。

## 教育内容
- 基礎分野
  - 科学的思考の基盤
  - 人間と生活
- 専門基礎分野
  - 人体の構造と機能
  - 疾病の成り立ち、予防及び回復の促進
  - 保健医療福祉とあん摩マツサージ指圧、はり及びきゆうの理念
- 専門分野
  - 基礎あん摩マツサージ指圧学、基礎はり学、基礎きゆう学
  - 臨床あん摩マツサージ指圧学、臨床はり学、臨床きゆう学
  - 社会あん摩マツサージ指圧学、社会はり学、社会きゆう学
  - 実習（臨床実習を含む。）
  - 総合領域